# Короткевич, Евгений Сергеевич
Евгений Сергеевич Короткевич (18 августа 1918 — 1 февраля 1994) — начальник советских антарктических экспедиций, доктор географических наук (1977), профессор (1972).
Автор более 200 научных трудов, руководил работами по подготовке и изданию серии научных атласов природы полярных стран. В 1970-е годы участвовал в подготовке двухтомного Атласа Антарктики. Автор книги «Полярные пустыни», Гидрометеоиздат, 1972 год.

## Биография
Родился в 1918 году в городе Речица Белорусской Народной Республики, позже Гомельской области Белорусской ССР, в семье врачей (отец - хирург, мать - терапевт).
В 1930 году вместе с родителями, братом Борисом и сестрами переехал в г. Луганск, а в 1934 году в г. Чудово Ленинградской области.
В 1940 году окончил Ленинградский государственный университет, а в 1949 году — аспирантуру Арктического института.
С июня 1940 года служил в Красной Армии. Участник Великой Отечественной войны. В 1943 году в звании красноармейца был командиром взвода 257-го отдельного саперного батальона 123-й стрелковой дивизии Ленинградского фронта. Войну закончил в звании старшего сержанта.
В 1947—1955 годах Короткевич работал за Полярным кругом — на Новосибирских островах, Земле Франца-Иосифа, Новой Земле, Северной Земле, Шпицбергене, островах Карского моря, полуострове Таймыр. С 1955 года его научная и организаторская деятельность была тесно связана с изучением природы Антарктики. Участвовал в Первой комплексной антарктической экспедиции, а затем (с 1962 по 1989 годы) руководил деятельностью советских антарктических экспедиций.
Являлся заместителем директора Арктического и Антарктического научно-исследовательского института Государственного комитета СССР по гидрометеорологии и контролю природной среды в Ленинграде. Был ведущим ученым ААНИИ в области гляциологии и географии полярных стран, внесшим большой вклад в изучение арктического и антарктического регионов. Долгое время возглавлял Советскую антарктическую экспедицию, был ответственным редактором Информационного бюллетеня САЭ (РАЭ). Также являлся вице-президентом Российского географического общества, дважды избирался Вице-президентом международного Научного комитета по антарктическим исследованиям, был членом ученых советов ряда институтов Санкт-Петербурга.
Жил в Санкт-Петербурге, где умер 1 февраля 1994 года. Похоронен на Серафимовском кладбище.

## Награды
- Указом Президиума Верховного Совета СССР от 13 марта 1981 года за большие заслуги в исследовании и освоении Антарктики Короткевичу Евгению Сергеевичу присвоено звание Героя Социалистического Труда с вручением ордена Ленина и золотой медали «Серп и Молот».
- Награждён орденами Ленина (1981), Отечественной войны 2-й степени (1985), Красной Звезды (1943), а также другими орденами и медалями.
- Дважды лауреат Государственной премии СССР.
- Заслуженный деятель науки и техники РСФСР.

## Признание
Постановлением Правительства Российской Федерации от 6 апреля 1998 года именем Е. С. Короткевича названо плато антарктического ледникового покрова.